# スプリングフィールド (シンプソンズ)

## 概要
スプリングフィールド(英語: Springfield) は、 アメリカのテレビアニメ『ザ・シンプソンズ』 に登場する架空の都市である。
アメリカが抱える多くの社会問題を他の都市と同じように抱えている。
都市の立地はエピソードにより柔軟に変化し、海沿いにあることもあれば1本の橋のみで市外と接続されていることもある。
治安は悪く、停電が起こるとすぐに暴動が起きる。

## 歴史
1796年ジェバダイア・スプリングフィールドによって設立された都市。
第200話、「スプリングフィールドのゴミ戦争」において、アメリカ中のゴミを受け入れた結果街がゴミに埋まり、全ての建物を8km移動させて新しいスプリングフィールドを作った。

## 主な施設
スプリングフィールド原子力発電所
スプリングフィールド小学校
クイックEマート
シンプソンズ家
主人公のシンプソンズ一家が居住する住宅。屋根裏部屋と地下室がある2階建て。裏庭にはバートのツリーハウスがある大きな木が1本と、ホーマーのハンモックがある小さな木が2本ある。正面から見て左側にはフランダース家があり、右隣はストーリーによるが空き家。スプリングフィールド市と同じように、ストーリーによって立地が大きく変化する。
モー・タバーン
モーの店とも。ホーマーらがよく溜まっているバー。名物は卵のピクルス。非常に不潔で、営業許可証は偽造されている。レバーを操作すると現れる違法カジノと思しきものが存在したり、パンダの密輸を行ったりしている。ストーリーによってはレストランやゲイバーに改装される。よくバートからのいたずら電話がかかってくる。
フランダース家
フランダース一家が居住する住宅。地下室にビートルズのグッズがコレクションされている。また、大量の物資を保管したパニックルームがあり、リサが仏教徒になることを宣言した際や、バートとミルハウスが家を荒らした際にフランダース一家が逃げ込んでいる。庭に煉瓦製のシェルターがあったが、墜落した気球がぶつかり倒壊している。
ジェバダイア・スプリングフィールドの銅像
市の広場にある創設者の像。バートが像の首を切り落としたことがある。第430話「ホーマーの殿堂入り」から使われているオープニングではジンボとカーニーが像の首を切り落としている。